# Chiesa di San Giuseppe di Castello
La chiesa di San Giuseppe di Castello (in veneziano Sant′Isepo) è un edificio religioso della città di Venezia, situato nel sestiere di Castello, nelle vicinanze dei giardini Napoleonici. La chiesa fa parte dell'associazione Chorus Venezia.

## Storia
Nel 1512 venne autorizzata la costruzione di una chiesa con decreto del Senato, con attiguo convento delle monache agostiniane.
Qui fino ad allora vi erano ancora delle isolette circondate da una palude, che venne bonificata per costruire nuovi insediamenti, sulle antiche isole di Secco Marina, Paludo, Rio terà, ecc.
La chiesa venne affidata all'Ordine agostiniano fino al 1801, quando Napoleone soppresse questa e il monastero. Successivamente venne dato in gestione a suore salesiane della Visitazione, che portarono con sé dalla Francia la reliquia del cuore di san Francesco di Sales. Nel 1912 le monache lasciarono Venezia per Treviso e regalarono al Comune il convento che venne adattato a sede scolastica e la chiesa divenne sussidiaria della basilica di San Pietro di Castello.
Nel 1923 fu elevata a Chiesa parrocchiale dal cardinale Pietro La Fontaine, staccandola da San Pietro. Dal 1966 fu assegnata ai Salesiani di Don Bosco.

## Descrizione

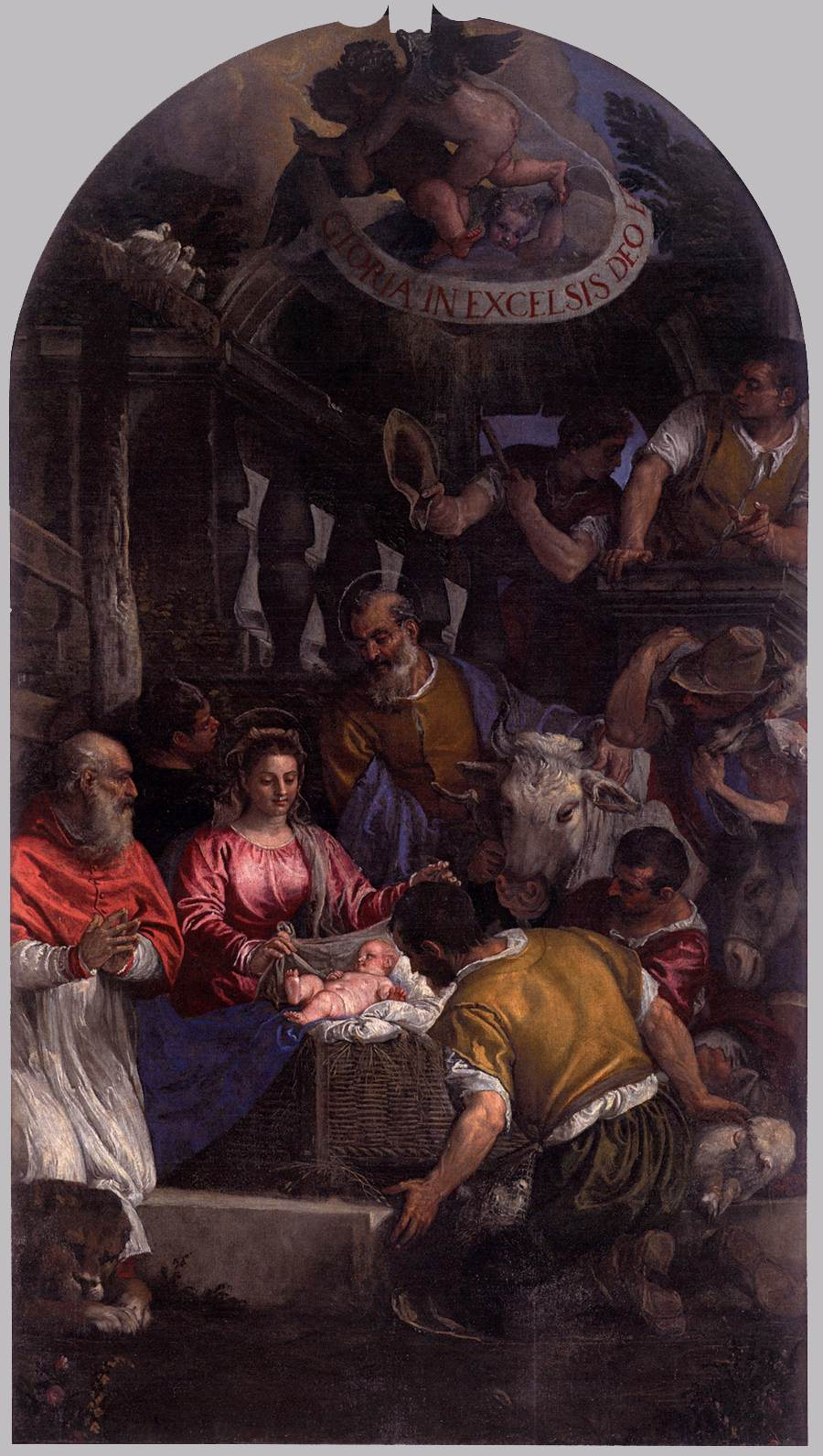
Paolo Veronese, Adorazione dei pastori

Le mura della chiesa furono finite già nel 1525, assieme al contiguo convento.
Il 1543 è l'anno della intitolazione a san Giuseppe. Sullo stipite del portone d'ingresso si legge: «A Dio, alla Vergine Maria, alla Patria nell'anno 1543 consacrato».
Nel 1563 la chiesa venne terminata grazie alla donazione della famiglia Grimani, che vi fece costruire l'altare maggiore e poi, nel 1595, il monumento funebre al doge Marino Grimani, opera di Cesare Groppo.
L'edificio, nella sua parte esterna, è molto povero, di stile classico, con lesene laterali che sorreggono un timpano modesto. Di rilievo invece il portale d'ingresso, anch'esso voluto dalla famiglia Grimani, con al centro l'opera di Giulio Del Moro Adorazione dei Pastori.
L'interno è formato da una sola navata, con un presbiterio, abside e due piccole cappelle. Sulla parete destra tre altari, mentre sulla sinistra solo due, con l'enorme mausoleo al doge Marino Grimani e alla moglie Morosina Morosini. Il progettista dell'insieme è stato considerato tradizionalmente Vincenzo Scamozzi, recenti ricerche tuttavia tendono ad attribuire l'opera all'architetto e proto di Venezia Francesco Fossati. Le sculture sono di Gerolamo Campagna, mentre i rilievi bronzei sono di Cesare Groppo.
La sala è sovrastata dal barco, cioè un ballatoio collegato al convento, che permetteva alle suore di accedere alla chiesa senza incontrare gli altri religiosi.
Il soffitto affrescato nel 1660-1663 da Pietro Ricchi detto il Lucchese, raffigura, nel tondo centrale, San Giuseppe in Gloria e, ai lati, La gloria di santa Monica. La composizione, di ben 540 m2 di superficie, illusivamente raddoppia verso l'alto il volume della chiesa con le architetture illusionistiche del bolognese Gianantonio Torri.
Da notare anche le opere pittoriche di Paolo Veronese poste nel presbiterio: Adorazione dei pastori e San Girolamo.
Da segnalare alcuni affreschi di Jacopo Palma il Giovane.
Sul primo altare di destra l'opera di Tintoretto e del figlio Domenico: Il senatore Bon in preghiera dinanzi all'arcangelo Michele che scaccia Lucifero.
Sul lato sinistro si nota l'altare in marmo scolpito da Domenico Grazioli da Salò raffigurante La Natività, eretto su commissione dell’Ammiraglio della Serenissima Giovanni Vrana. Particolarmente interessante è il paliotto dell'altare che offre un significativo documento storico in quanto vi sono raffigurati gli schieramenti delle galee nella battaglia di Lepanto.